# Stygiotrechus
Stygiotrechus is een geslacht van kevers uit de familie van de loopkevers (Carabidae). De wetenschappelijke naam van het geslacht is voor het eerst geldig gepubliceerd in 1958 door Ueno.

## Soorten
Het geslacht Stygiotrechus omvat de volgende soorten:
- Stygiotrechus azami Ashida & Kitayama, 2004
- Stygiotrechus eos Ueno & Naito, 2003
- Stygiotrechus esakii Ueno, 1969
- Stygiotrechus itoi Ashida & Kitayama, 2003
- Stygiotrechus iyonis Ueno & Ashida, 2003
- Stygiotrechus kadanus Ueno, 2001
- Stygiotrechus kitayamai Ueno, 2001
- Stygiotrechus kubotai Ueno, 1958
- Stygiotrechus misatonis Ashida & Kitayama, 2003
- Stygiotrechus miyoshiorum Ueno, 1969
- Stygiotrechus morimotoi Ueno, 1973
- Stygiotrechus nishikawai Ueno, 1980
- Stygiotrechus ohtanii Ueno, 1969
- Stygiotrechus pachys Ueno, 1970
- Stygiotrechus parvulus Ueno, 1969
- Stygiotrechus sasajii Ueno & Naito, 2007
- Stygiotrechus satoui Ueno, 1976
- Stygiotrechus unidentatus Ueno, 1969